# Biblioteca comunale Mozzi Borgetti

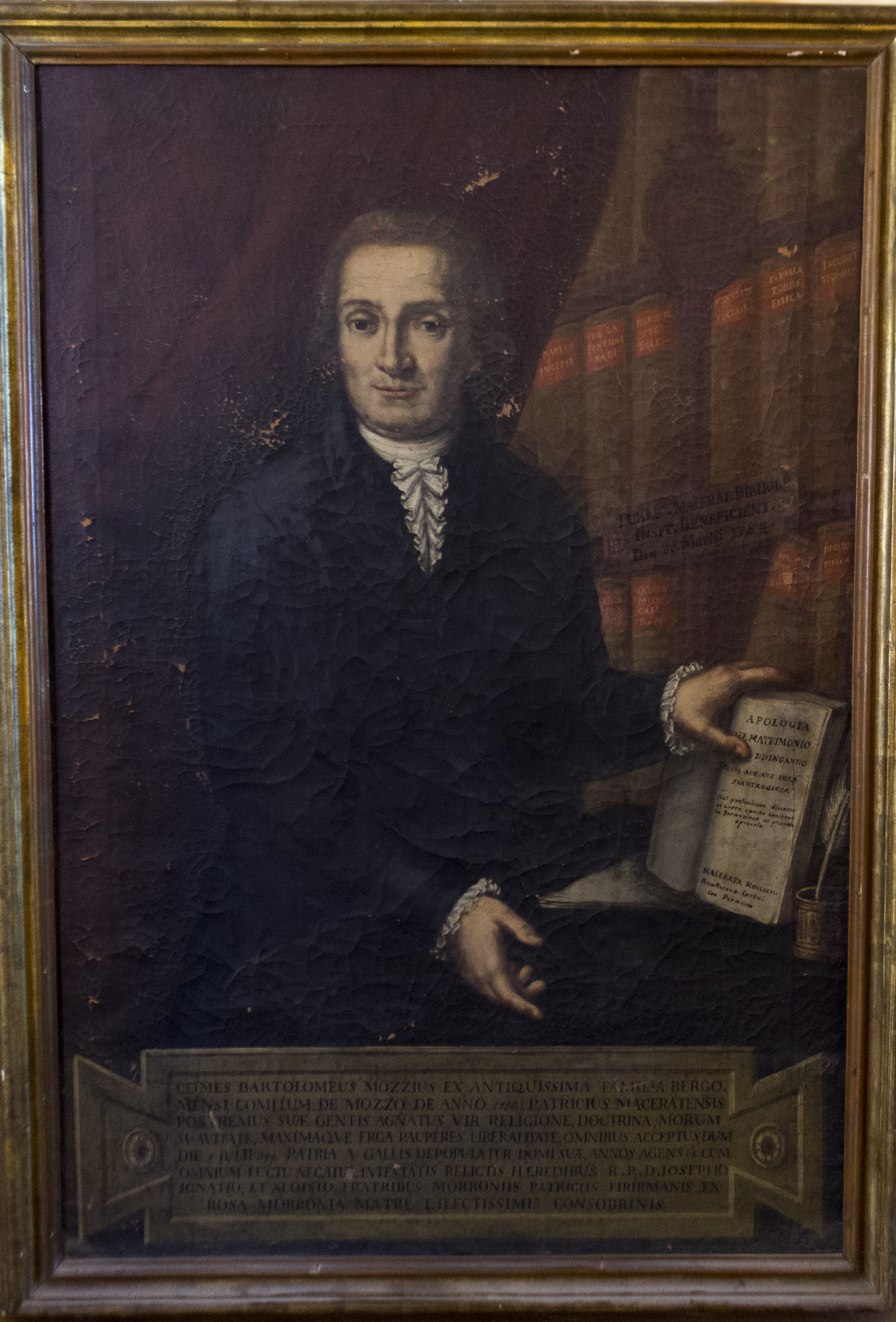
Ritratto di Bartolomeo Mozzi

La Biblioteca comunale Mozzi Borgetti, sorta nel 1773 nei locali del Collegio della soppressa Compagnia di Gesù, è la storica biblioteca comunale di Macerata.
Fondata sulle numerose donazioni ricevute in quasi duecentocinquanta anni di attività, la biblioteca prende il nome dai fratelli Bartolomeo e Giuseppe Mozzi, appartenenti a una storica famiglia maceratese, e dal dominicano Tommaso Borgetti, che nei primi anni dopo l'apertura della Biblioteca furono protagonisti dei lasciti più importanti e dello stanziamento di sussidi economici fondamentali per garantire l'accesso al pubblico del fondo librario.
Il costante aumento delle donazioni pervenute negli anni, ne fanno una delle Biblioteche più importanti delle Marche e dell'intero centro Italia: è dotata di oltre 350.000 volumi, fra cui oltre 10.000 manoscritti, 300 incunaboli e oltre 4.000 edizioni del XVI secolo.
La fototeca, costituita come sezione specifica della biblioteca negli anni '70, contiene oltre 37.000 immagini, nonché 56.000 negativi su lastra di vetro che documentano prevalentemente la storia locale (eventi, personaggi, costume, urbanistica, monumenti, opere d'arte).

## Storia

### Dal collegio gesuitico alla Pubblica Libreria
Dalla fine del Quattrocento la città di Macerata, divenuta sede degli organi del Governo della Marca di Ancona, si affermò come centro di attrazione e aggregazione culturale. Già nota per l'insegnamento del diritto, nel 1540 papa Paolo III istituì lo Studio generale, attribuendo un grande valore al piccolo nucleo di studiosi e dando ufficialmente vita all'Università, che nel giro di pochi anni, grazie all'impegno profuso dal Comune, riuscì ad assicurarsi docenti di grande fama e prestigio, mettendosi sullo stesso piano di atenei più antichi, come Bologna, Padova e Perugia.

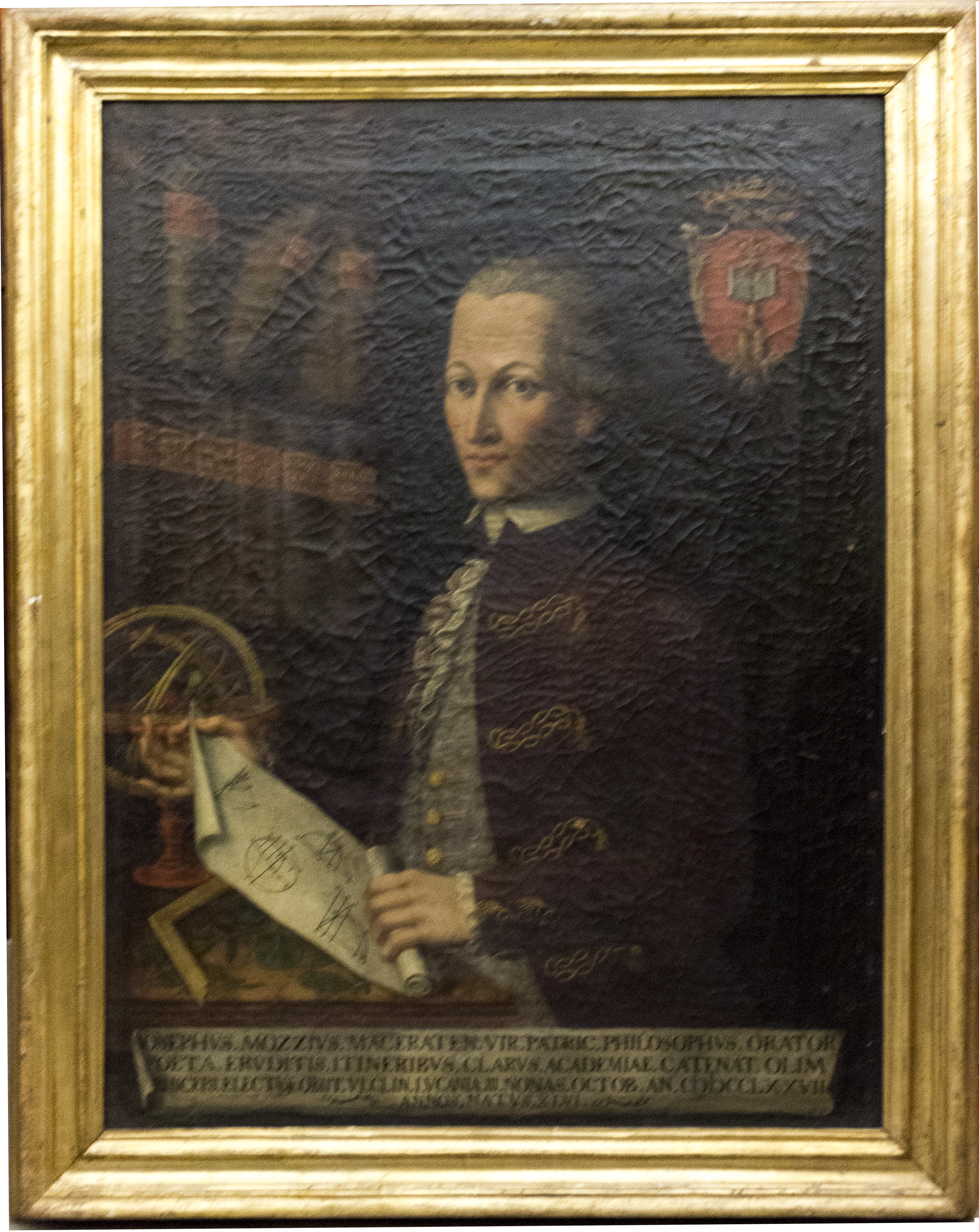
Ritratto di Giuseppe Mozzi

In questo contesto di fermento culturale, nel 1561, giunsero a Macerata i Gesuiti che, dopo una sistemazione provvisoria, iniziarono nel 1600 i lavori per una sede stabile: la chiesa di San Giovanni e l'edificio adiacente, anticamente utilizzato come ospedale. Qui furono posti il Collegio, nella quale studiò anche Matteo Ricci prima di partire per l'Oriente, e soprattutto la ricca biblioteca di cui erano dotati i gesuiti.
Il 21 luglio 1773 con la bolla Dominus ac Redemptor papa Clemente XIV decretava lo scioglimento della Compagnia di Gesù, creando una disputa fra il Comune di Macerata e il vescovo Carlo Augusto Peruzzini per l'affidamento dei locali dell'ex collegio gesuita e dei preziosi beni in esso contenuti. Grazie all'intercessione dei cardinali concittadini Mario Compagnoni Marefoschi e Guglielmo Pallotta, il pontefice, con breve del 15 dicembre 1773, concesse il palazzo del collegio e la chiesa di San Giovanni al Comune di Macerata per l'Università e la Biblioteca.
Fu grazie ad un ulteriore grande sussidio del nuovo papa Pio VI, il cui stemma è contenuto all'interno della Camera Seconda delle Sale Antiche della Biblioteca, che il comune poté organizzare una vera e propria pubblica libreria aperta a tutti gli studiosi, che inaugurò ufficialmente il 31 marzo 1787.
Durante il Regno d'Italia napoleonico, si aprì una fase intermedia sulla proprietà dell'edificio, le cui sale della biblioteca erano state finemente decorate da pittori, orafi e artigiani: soppressa l'Università e istituito un Liceo con annesso convitto, si valutarono non più adeguati gli spazi di San Giovanni, e il Consiglio Comunale, in seduta straordinaria del 20 agosto 1810, deliberò di chiedere al Demanio che gli venisse assegnato l’ex convento dei Barnabiti a San Paolo, cedendo in cambio l’ex Collegio dei Gesuiti in San Giovanni. La permuta andò in porto, ma presto si palesò un problema di spazi adeguati alla Biblioteca, fino a che nel 1814 fu risolutivo il decreto dell'ex generale napoleonico e ora Re delle due Sicilie Gioacchino Murat, che cedette gratuitamente in piena proprietà alla città di Macerata il palazzo detto di S. Giovanni per la vicinanza alla omonima chiesa.

### Le donazioni
Costituita inizialmente, come già indicato, da circa 5.000 volumi e arricchita dal lascito dell'avvocato Francesco Mornati, la Biblioteca subì importanti trasformazioni, soprattutto di ordinamento, grazie all'apporto della pregevolissima collezione di Bartolomeo Mozzi, ultimo discendente di una facoltosa famiglia maceratese, e del suo impegno in prima persona per trasformare un già importante patrimonio librario in un vero e proprio istituto bibliografico, con una dotazione finanziaria e un'organizzazione propria per rendere accessibile il fondo alla consultazione pubblica.
Le ingenti somme di denaro donate gli permisero di dettare delle disposizioni precise sull'utilizzo dei fondi e sulla gestione della vigilanza dell'Istituto, affidata al Comune, che a questo punto ritenne maturo il tempo per la nomina di un bibliotecario che assicurasse la gestione e la conservazione del patrimonio librario. La scelta ricadde su Domenico Troili, primo bibliotecario ufficiale dal 1786. Il Troili non fu scelto per caso: aveva già accumulato esperienza come pro-bibliotecario presso la Estense di Modena.
La biblioteca si incrementò nel corso dell'Ottocento con importanti donazioni tra cui, nel 1833, quella del domenicano Tommaso Borgetti, da cui nacque addirittura inizialmente una seconda biblioteca, la "Borgettiana" con amministrazione separata dalla “Mozziana” fino al 1855, quando alla morte del Borgetti avvenne la fusione dei due istituti.
Non mancarono lasciti di illustri maceratesi, fra i quali ricordiamo lo storico dell'arte Amico Ricci, di cui pervennero la ricca biblioteca e i manoscritti delle opere, con tutti i materiali di lavoro. Consistente fu l'apporto delle biblioteche conventuali soppresse dopo l'unità d'Italia, da cui vennero incamerati 19.000 volumi.
Fra gli incrementi più significativi dell'ultimo secolo si segnalano: la biblioteca della famiglia Castiglioni di Cingoli, cui appartenne papa Pio VIII, acquisita nel 1935 e composta di circa 20.000 volumi; i manoscritti inediti dell'abate Colucci, autore delle Antichità Picene, i carteggi di Luigi Lanzi, Diomede Pantaleoni, Giuseppe Neroni (con 88 lettere di Giuseppe Gioacchino Belli); il materiale raccolto dal musicologo Giuseppe Radiciotti, grande biografo e studioso rossiniano, per un dizionario dei musicisti della regione; l'archivio di Ireneo Aleandri, il progettista dello Sferisterio di Macerata; la biblioteca e l'archivio dello storico della letteratura Giulio Natali; i carteggi della famiglia Ricci Petrocchini e i libri appartenuti a Massimo d'Azeglio; la donazione Ciccolini.

### Il caso della Biblioteca Pantaleoni
Nel 2000, a seguito di una disputa legale durata per quasi settantacinque anni e che ha visto coinvolti diversi soggetti, si è aggiunta la Biblioteca dell'economista di famiglia maceratese Maffeo Pantaleoni. La famiglia Pantaleoni, nelle persone di Diomede e Maffeo Pantaleoni, aveva accumulato nel corso degli ultimi due secoli una biblioteca che contava oltre settemilaseicento volumi, risultato di un percorso culturale di assoluto valore nazionale e internazionale. Diomede, figura di spicco del Risorgimento marchigiano, aveva accumulato numerosi testi di politica e diversi manoscritti di eminenti figure con cui aveva collaborato, come Camillo Benso Conte di Cavour e Massimo d'Azeglio. Il nucleo centrale del fondo librario del figlio Maffeo, anch'esso parlamentare e senatore del Regno d'Italia in seguito, era costituito da libri di argomento prettamente economico, con una particolare specificità di volumi provenienti dall'est europeo, in lingua originale. Non mancavano un gran numero di testi d'interesse storico, riferiti alla storia coloniale italiana e all'ultimo periodo di vita di Maffeo Pantaleoni, nel quale si allontanò progressivamente dalle posizioni radicali e socialiste, per avvicinarsi a una difesa sempre più convinta del regime fascista.
Nel 1925, alla sua morte, fece disporre che la ricca biblioteca di famiglia fosse oggetto d'eredità dei figli Massimo e Marcella, che tenessero con loro soltanto i libri di loro interesse e che donassero il resto del prezioso fondo alla Biblioteca comunale Mozzi Borgetti, che già aveva ricevuto in regalo numerosi carteggi da parte del padre Diomede. Il lascito non fu mai ufficializzato perché, per espressa volontà del capo del governo Benito Mussolini, la biblioteca Pantaleoni venne affidata come deposito temporaneo al Ministero delle finanze affinché venisse riordinata, custodita e catalogata. Queste operazioni non vennero mai portate avanti e la Biblioteca fu considerata, col passare degli anni, parte integrante di quella ministeriale. Massimo e Marcella Pantaleoni, insieme al Comune di Macerata, cominciarono a spingere affinché fossero rispettate le volontà testamentarie del Pantaleoni, che ben sapeva quanto la sua biblioteca avrebbe costituito un grande valore aggiunto al già cospicuo patrimonio della Mozzi Borgetti. Dagli anni '50 poi, a seguito di queste richieste formalizzate anche davanti all'Avvocatura Generale, il Ministero decise di sigillare e rendere segreto il patrimonio dei Pantaleoni, chiarendo al Comune di Macerata che non lo considerava in nessun modo erede legittimo, in quanto le volontà morali di Maffeo non avevano valore legale e gli unici a poter richiedere la Biblioteca erano Massimo, fino alla sua morte, e Marcella, che però non riuscirono mai a uscire da questo vulnus burocratico, dentro al quale ormai più soggetti si erano perduti.
La svolta arrivò soltanto nel 1995, quando anche grazie all'intervento del deputato maceratese Valerio Calzolaio, si riuscì ad aggirare l'insieme di norme che impediva il ritorno a Macerata del prezioso fondo: la Biblioteca Mozzi Borgetti, dopo un'interrogazione parlamentare, fu ufficialmente delegata a gestire e ad aprire alla pubblica consultazione degli studiosi il fondo librario dei Pantaleoni, di cui però il Ministero delle finanze rimaneva il depositario.
La nuova sala della Biblioteca fu denominata "Sala Pantaleoni" e inaugurata il 21 giugno del 2000 dal Presidente della Repubblica Carlo Azeglio Ciampi, con una cerimonia pubblica alla presenza delle autorità politiche maceratesi. Un'ulteriore attestazione del legame ormai consolidato fra la storica famiglia maceratese e la Mozzi Borgetti fu data da Marcella Pantaleoni, che qualche anno dopo l'inaugurazione volle donare una serie di pregevoli ritratti di famiglia, oggi esposti in maniera circolare nella nuova sala.

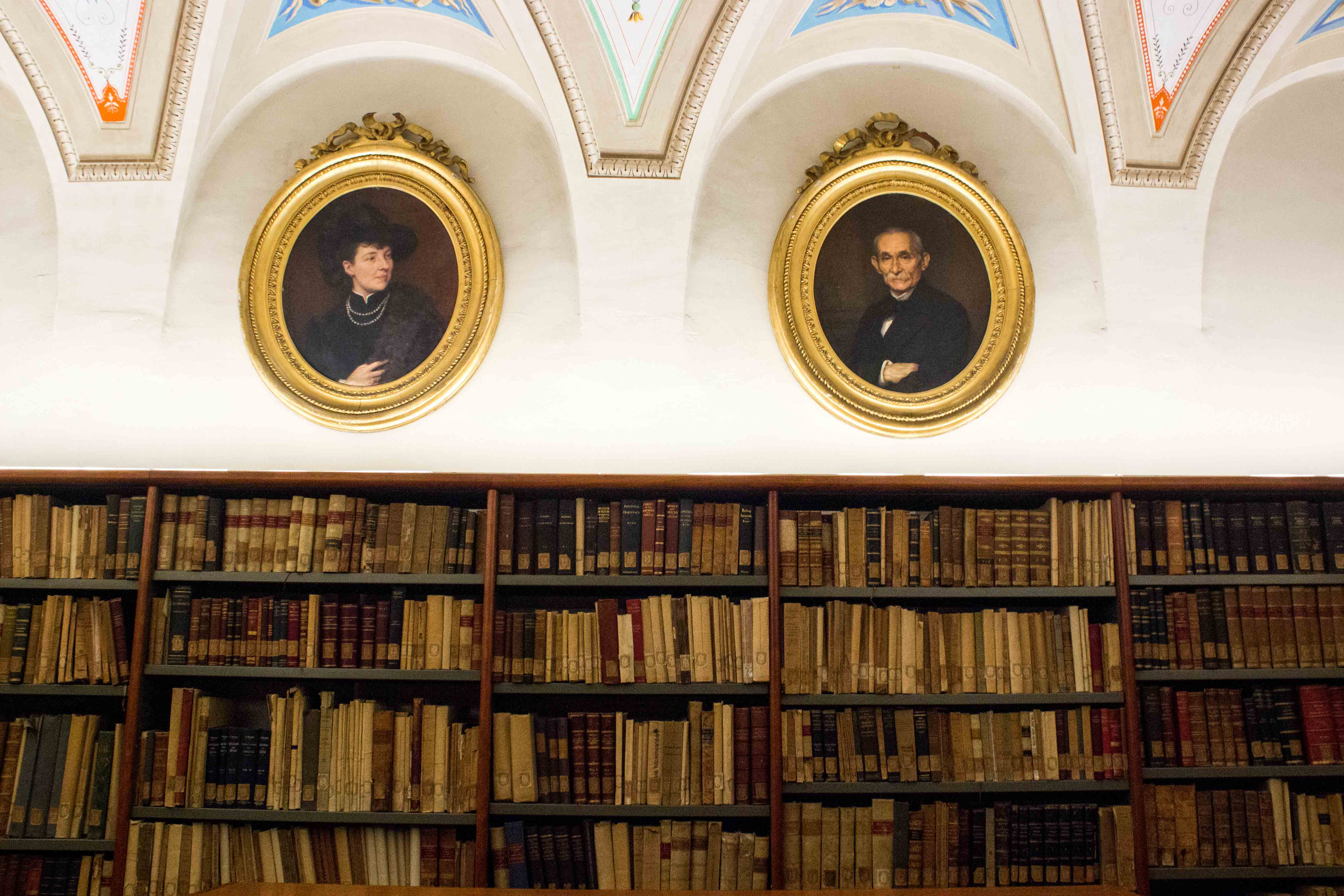
La Sala della Biblioteca Pantaleoni

## La Sede

### Il "fabbricato di San Giovanni"
La chiesa gesuitica di San Giovanni, pur non avendo forse l'origine longobarda attribuita ad altre chiese maceratesi, ha anch'essa derivazioni remote, da ricercarsi addirittura agli albori della storia maceratese.
Fu, infatti, nel 1138 che il Comune di Macerata, appena affrancatosi dalla dominazione dei vescovi fermani, accolse con favore l'arrivo in città dell'Ordine dei Frati Ospedalieri di Gerusalemme, che contribuirono alla diffusione del clima spirituale delle crociate. Fu soltanto nel mese di giugno del 1174, però, che ai gerosolimitani venne donata la chiesa di San Giovanni, cui era annesso uno stabile adiacente che dai frati stessi fu adibito a uso ospedaliero fino al 1296, quando fu ristrutturato e in seguito alla fondazione della diocesi maceratese, nella metà del XIV secolo, fu unito alla chiesa di San Giovanni e da quel momento occupato e abitato dagli Arcidiaconi, che vi esercitarono normali funzioni parrocchiali.
Quando cominciò a farsi sentire prepotentemente anche a Macerata l'eco della Riforma cattolica e i suoi effetti sulle modalità di predicazione ed evangelizzazione, nella seconda metà del XVI secolo, il Comune chiamò insistentemente i Gesuiti di Ignazio di Loyola, che nell'agosto del 1561 ottennero da Pio IV in concessione la chiesa di San Giovanni e l'antico ospedale a essa adiacente, che nei secoli ebbero continue dispute di proprietà comuni. Il 25 marzo 1680, però, le travi del vecchio fabbricato che pure avevano resistito nei secoli a ristrutturazioni e attacchi, cedettero improvvisamente, provocando la morte di ventidue fra i giovani scolari dei gesuiti. Il durissimo lutto scosse molto la cittadinanza e il comune stesso, che nel 1683, d'accordo con i gesuiti, finanziò la ricostruzione del collegio. Il palazzo che attualmente ospita la Biblioteca Mozzi Borgetti, difatti, denuncia chiaramente la sua precedente destinazione conventuale e collegiale: la facciata severa, le porte massicce e inquadrate, l'impostazione delle scale e la disposizione poco fantasiosa dei locali rimandano all'austerità della congregazione religiosa che per secoli è stata proprietaria dello stabile.

### La ristrutturazione e la decorazione delle Sale Antiche
Se da un lato in oltre due secoli di attività dall'inaugurazione della Pubblica Libreria a oggi, nonostante la creazione di nuove sale e depositi nello stabile, l'impostazione di studio collegiale derivata dai gesuiti è rimasta sostanzialmente la stessa, dall'altro, il pregio artistico dell'Istituto si è visto aumentare notevolmente con la ristrutturazione delle Sale Antiche.

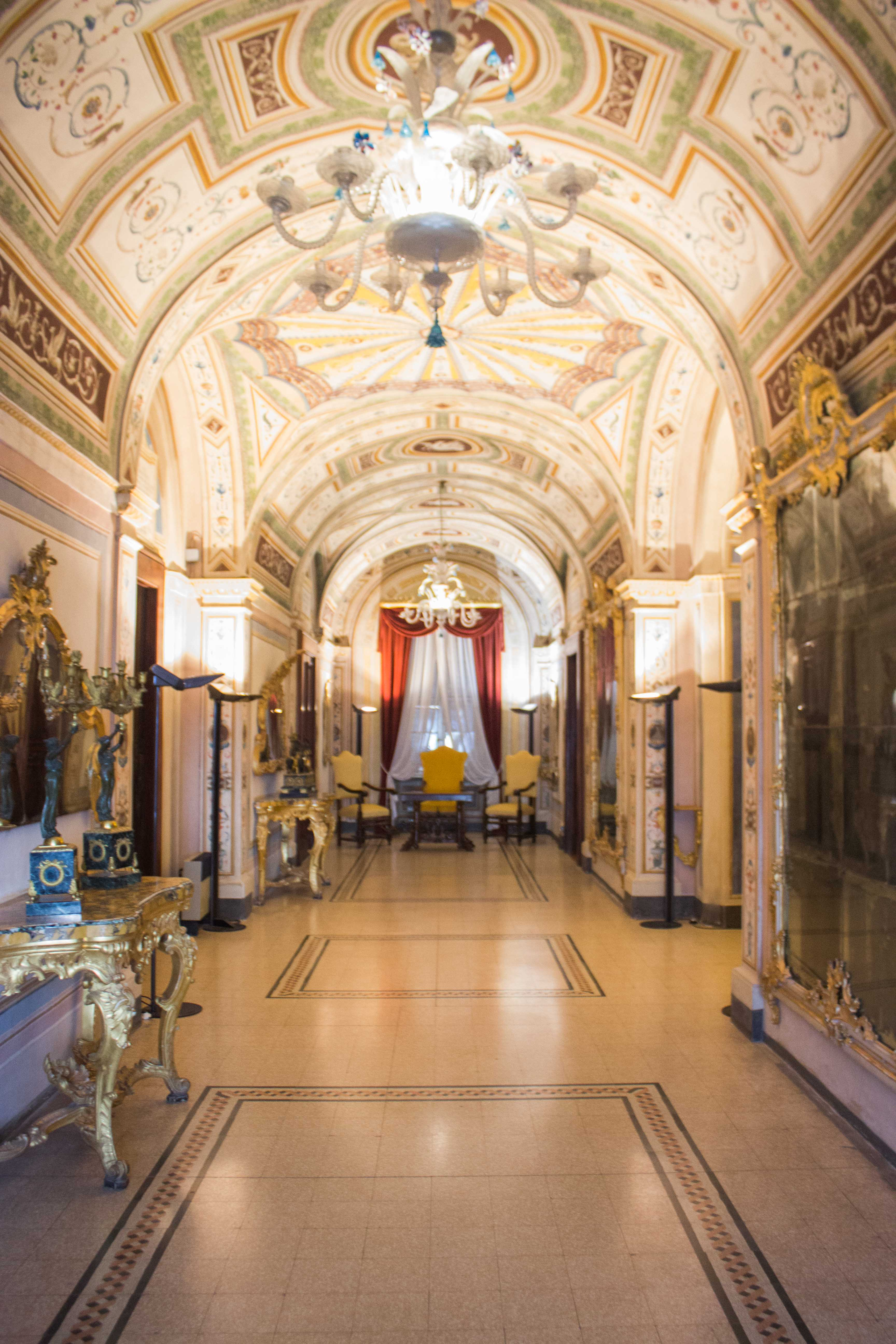
Sala degli Specchi

La direzione pittorica della decorazione di queste sale fu, infatti, affidata al maceratese Vincenzo Martini, che si occupò anche dell'esecuzione materiale dei dipinti più complessi e di maggior rilievo. All'entrata delle tre camere di nord est che egli stesso decorò, pose un'iscrizione in latino ("Studia Literarum/ Adolescentiam Alunt/ Senectutem Oblectant") che serviva a indicare ai giovani l'importanza dello studio durante l'adolescenza, ma anche durante gli anni della vecchiaia, e a presentare il percorso pittorico di pitture a fresco delle tre camere. Nelle prime due, il Martini raffigurò nei soffitti il Sole e l'Aurora, copiando dalla celebre "Aurora" del pittore Guido Reni. Nella terza camera, invece, raffigurò una sua invenzione: La Sapienza Divina, come compimento di un tragitto che indicasse agli avventori che lo studio delle scienze e delle lettere erano l'unico modo per dissipare le tenebre dell'ignoranza e raggiungere la vera e celeste sapienza. Risulta sicuramente singolare l'iscrizione in ebraico tenuta in mano dall'angelo protagonista dell'ultima pittura a fresco: essa è in ebraico, ma contiene un messaggio tipicamente cristiano, ovvero "è dopo la morte che inizia la vera vita", riferendosi quindi alla resurrezione. Al centro di questa sala fu aggiunta, alla fine dell'Ottocento la scaffalatura lignea di Romolo Cappelloni decorata a intaglio con lo stemma di Macerata fra due cornucopie.
Altri importanti dettagli che sottolineano il programma illuministico di Bartolomeo Mozzi prima e dell'intero Istituto poi, sono i sedici medaglioni dipinti dallo stesso Martini e posti sulle lesene lignee della Sala degli Specchi o Galleria Traversa, raffiguranti scienziati e filosofi. È oltremodo curioso notare che sono presenti personaggi scomodi per lo Stato della Chiesa come Galileo Galilei e Isaac Newton e le cui idee, allora, erano considerate pericolose e dannose da diffondere. A collaborare col Martini furono Domenico Cervini e Domenico Marzapani, che ultimarono le decorazioni della galleria imitandovi le grottesche che Raffaello utilizzò nelle logge vaticane. Un ulteriore abbellimento fu apportato da Giuseppe Ciferri che intagliò un fregio dorato con gli stemmi di Pio VI, del cardinale Pallotta e del Comune di Macerata, i tre soggetti storicamente considerati come realizzatori della Biblioteca Mozzi Borgetti.

### La donazione Ciccolini
A impreziosire ulteriormente le già splendide sale antiche sono stati gli oggetti da arredamento regalati nel 1956 dalla marchesa Irene Costa Ciccolini alla biblioteca, fra cui due imponenti candelabri a quattro luci in bronzo a patina scura e parzialmente dorati e soprattutto un magnifico orologio da mensola. Questo insieme d'arredamento di grande valore fu donato da Napoleone III alla viscontessa Ortensia di Casa Bianca di Avignone in occasione delle sue nozze con il marchese Claudio Ciccolini. 

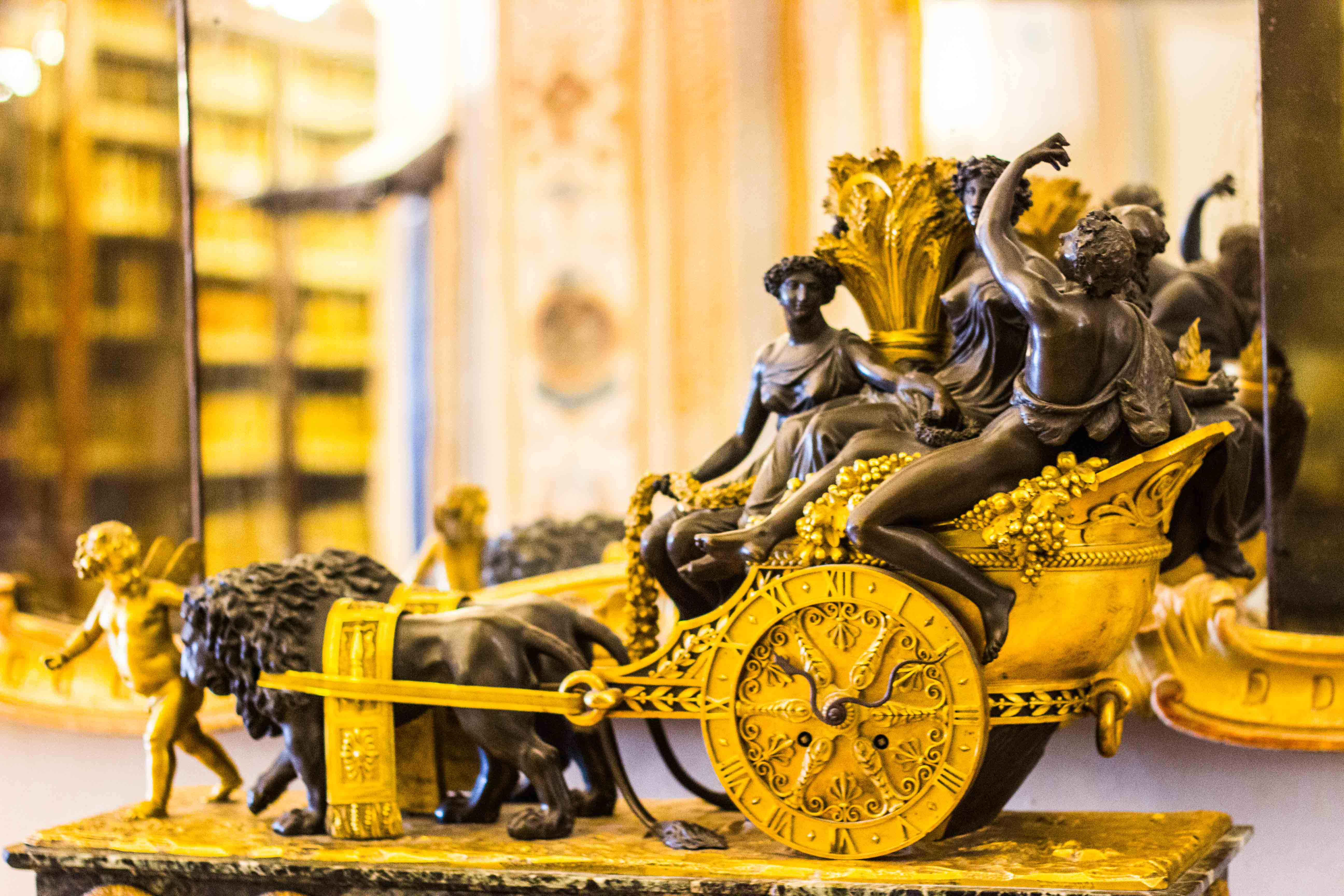
Orologio napoleonico

Fu Aldo Adversi, direttore della Biblioteca fino al 1987, ad attribuire per primo questa prestigiosa guarniture de cheminée all'orafo francese Philippe Thomire, a cui forse fu commissionata da Napoleone Bonaparte stesso nel 1805. Questo orologio napoleonico è anche definito Orologio maceratese con il carro delle Stagioni per via del suo forte significato allegorico e il suo continuo rimando allo scorrere inesorabile del tempo. Vi si possono notare una coppia di leoni che rappresentano la coppia formata da uomo e donna trainata dall'amore, un Cupido alato, che porta con sé il tempo, raccontato dalle personificazioni delle quattro stagioni. Su un cocchio dorato, siedono invero la Primavera, una fanciulla che reca in mano un festone fiorito e con il capo coronato di fiori; l'Estate, una giovane donna che porta con sé un fascio di spighe di grano; l'Autunno, raffigurato come Bacco in posa sinuosa che si diletta con mele e grappoli d'uva e infine l'Inverno, delineato come un vecchio barbuto che ha bisogno di avere con sé uno scaldino. Il pregevole manufatto è posto su un basamento di marmo verde antico sui lati del quale sono posti i dodici segni zodiacali in bronzo dorato.

### Le altre sale
La navata del lato meridionale delle Sale Antiche della Biblioteca si compone di cinque stanze, generalmente più strette e "scomode" delle tre camere della navata settentrionale. Durante i lavori di ristrutturazione e decorazione della Biblioteca dopo la sua inaugurazione, infatti, la navata meridionale non era stata ancora presa in considerazione come corpo effettivo della Libreria e veniva piuttosto usata come deposito. Le ingenti donazioni che cominciarono a pervenire, però, obbligarono i curatori ad adibire stanze apposite a contenere e conservare al meglio il patrimonio librario che man mano cresceva. Le nuove sale della Biblioteca vennero allestite e inaugurate negli anni fra il 1837 e il 1839, abbattendo il muro in foglio che le divideva e impediva l'accesso dalla Sala degli Specchi. La particolarità di questi locali e la differenza evidente rispetto alle altre stanze sta nel fatto di non essere state decorate con le pitture a fresco sui muri e di aver mantenuto la rigida disposizione claustrale del collegio gesuitico, non essendo state intaccate in nessun modo dalle numerose trasformazioni subite dall'intero fabbricato nei secoli. L'assenza di elementi pittorici decorativi e la disposizione rigida e stretta dei fondi e degli schedari presenti nelle stanze crea in realtà un effetto suggestivo, sicuramente diverso dalla fascinazione che si subisce visitando le altre stanze, ma comunque importante per respirare il clima rigido che nei secoli precedenti gli allievi dei gesuiti avevano sperimentato in quelle stanze. Sarà soltanto durante i primi anni del 900, dopo una riforma generale dell'ordinamento della Biblioteca, che queste sale verranno riorganizzate con ulteriori fondi e donazioni pervenute. Il prezioso patrimonio dello storico dell'arte maceratese Amico Ricci, comprendente la sua completa raccolta di manoscritti, numerosi volumi di grande interesse artistico e la sua stupenda libreria storico-archeologica, è interamente conservato nella sala a lui dedicata; la sala sette, invece, fu intitolata a Domenico Silverj, importante musicista marchigiano dell'800 e noto per essere stato il primo sindaco di Tolentino, e al suo interno sono conservate le opere riguardanti la musica e i musicisti, la drammaturgia e il teatro. Le sale 9 e 10 recano al loro interno attualmente le donazioni effettuate dallo storico della letteratura italiana Giulio Natali e i numerosi volumi che trattano di Storia del Risorgimento dei fratelli Giovanni e Domenico Spadoni, che vanno a impreziosire una già ampia raccolta di volumi sul tema risorgimentale, permettendo alla Biblioteca la creazione di una vera e propria stanza tematica. L'ultima sala della navata meridionale è quella dove sono custoditi oltre 1.500 manoscritti, carteggi e incunaboli di inestimabile valore e che testimoniano ancora una volta il profondo valore storico e culturale di questa biblioteca.
Nell'ingresso da piazza Vittorio Veneto sono conservati i busti di Benedetto Cairoli, di Ercole Rosa e di Papa Gregorio XVI di Fedele Bianchini. I numerosi stemmi in pietra provengono dall'antica Fonte Maggiore. Alla raccolta archeologica dei Musei Civici appartengono il sarcofago strigliato dell'atrio e il grande dolio romano di età repubblicana all'ingresso della Sala Castiglioni.

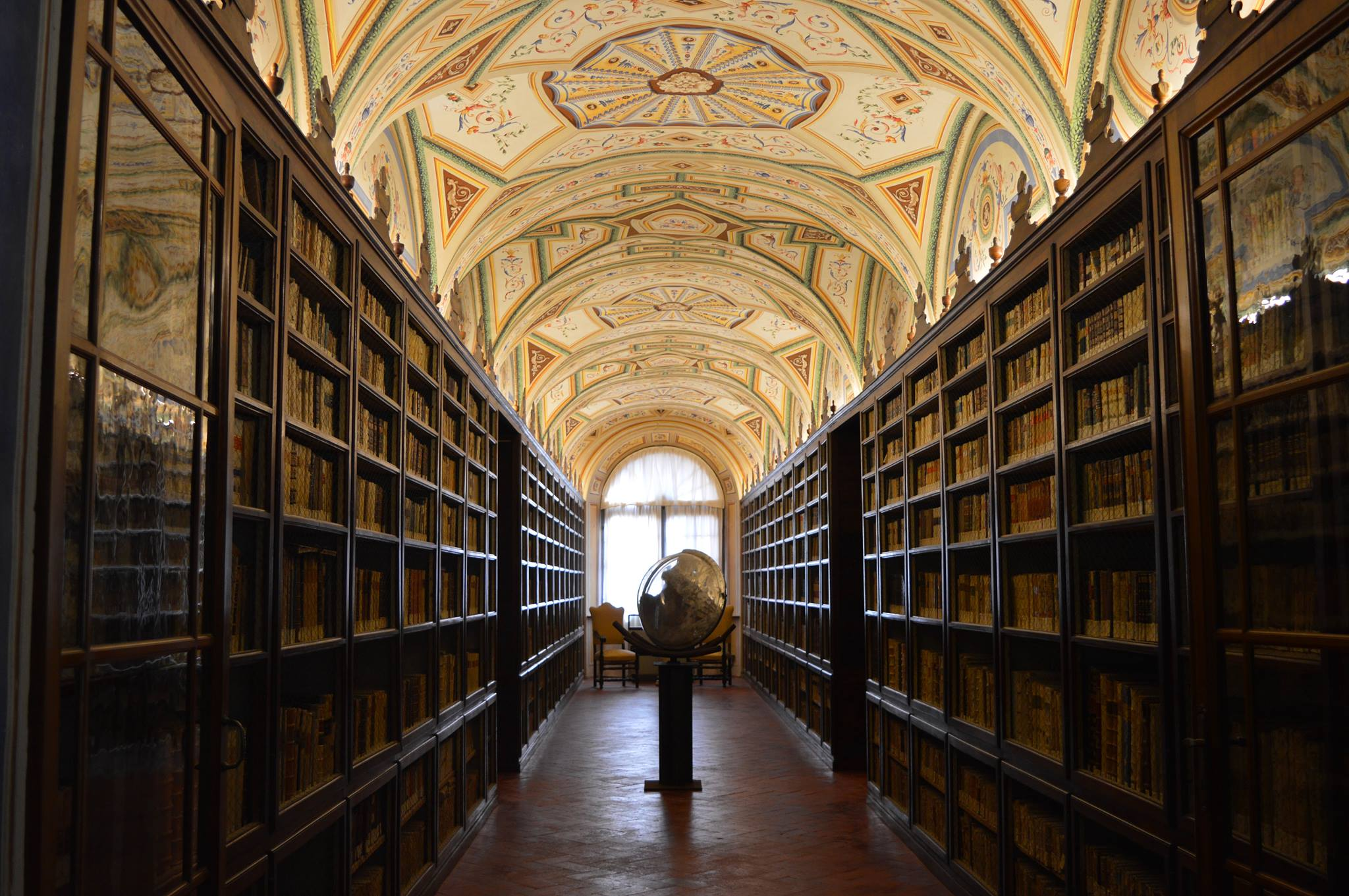
Galleria centrale o di mezzo
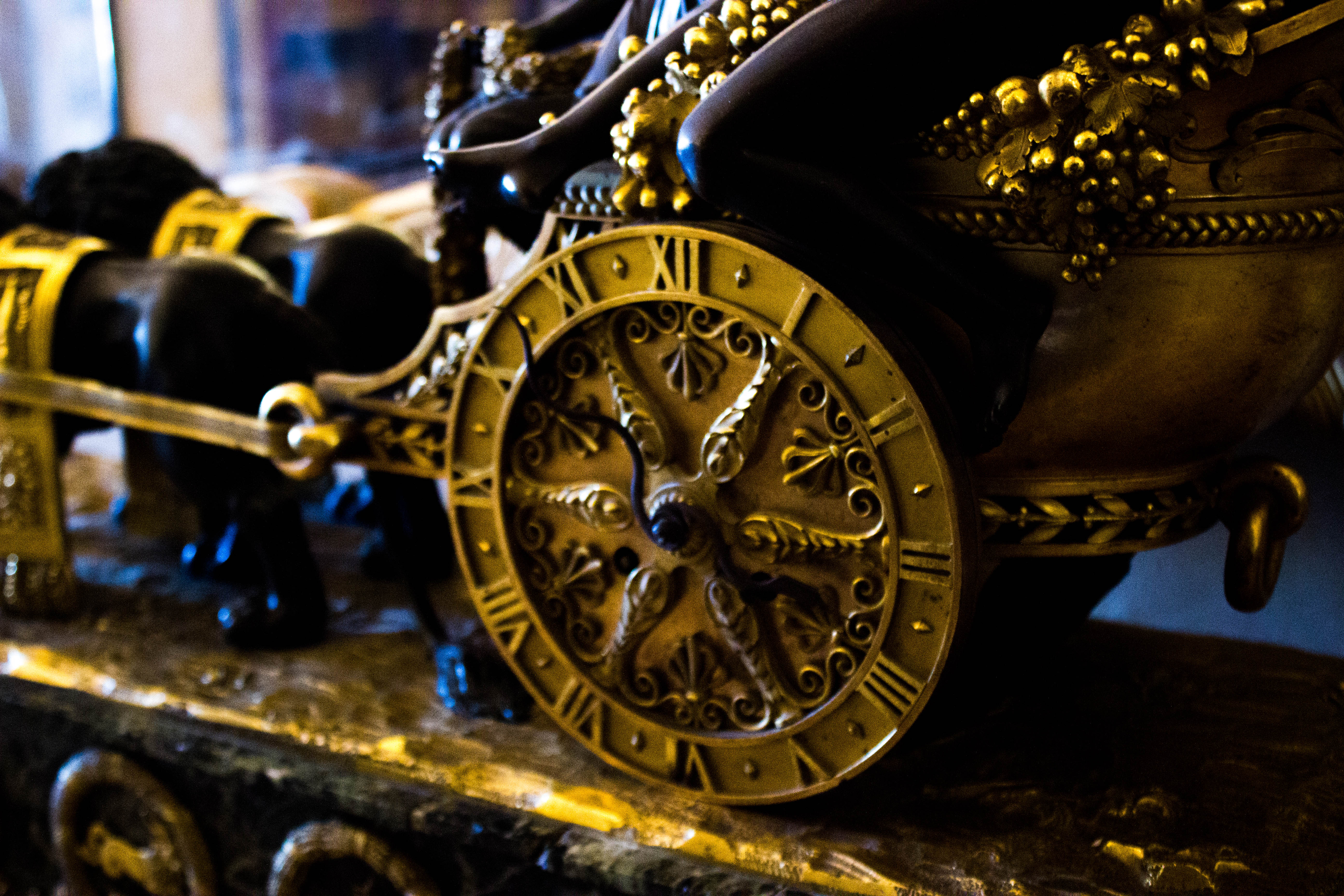
Dettaglio orologio
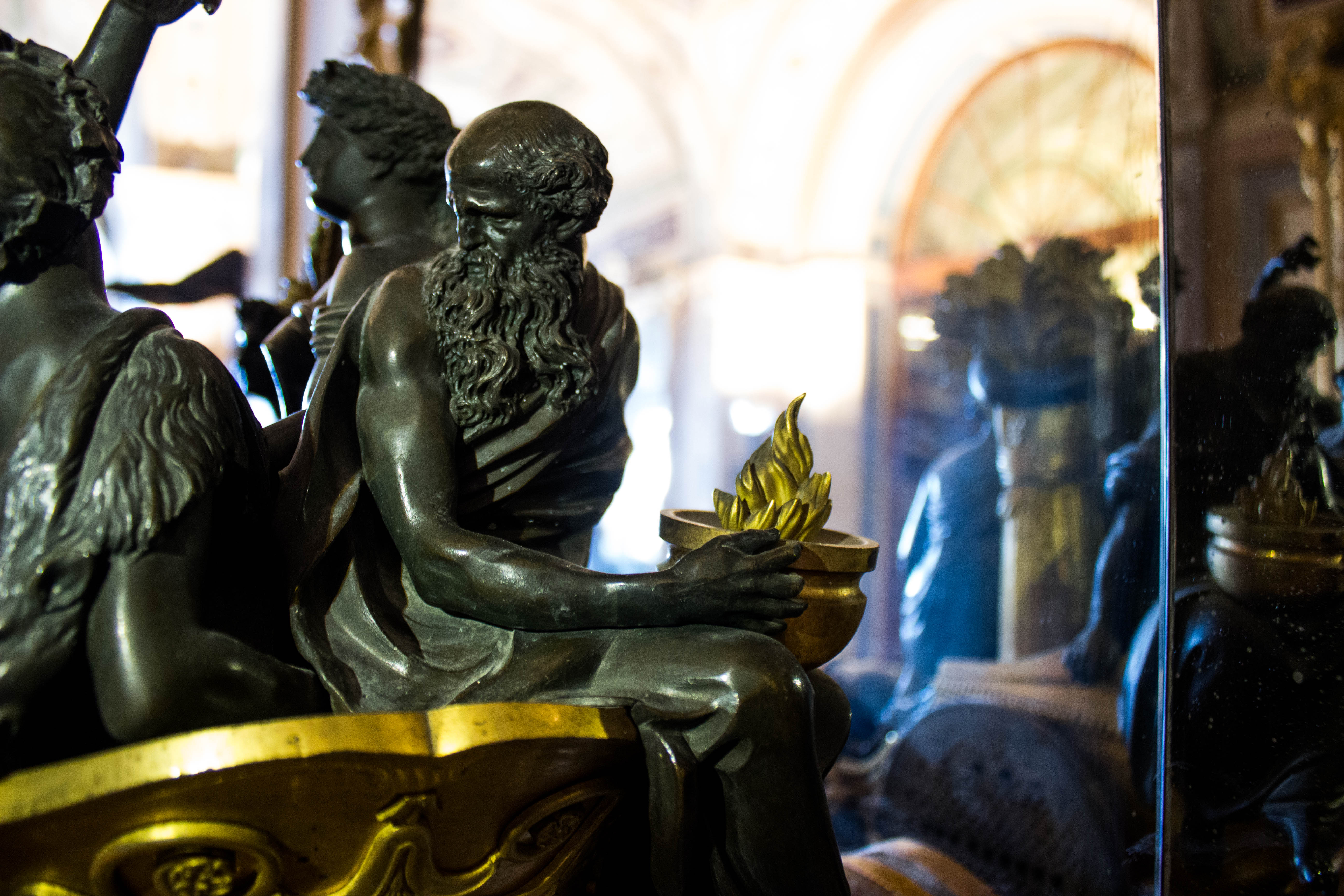
Dettaglio orologio 2
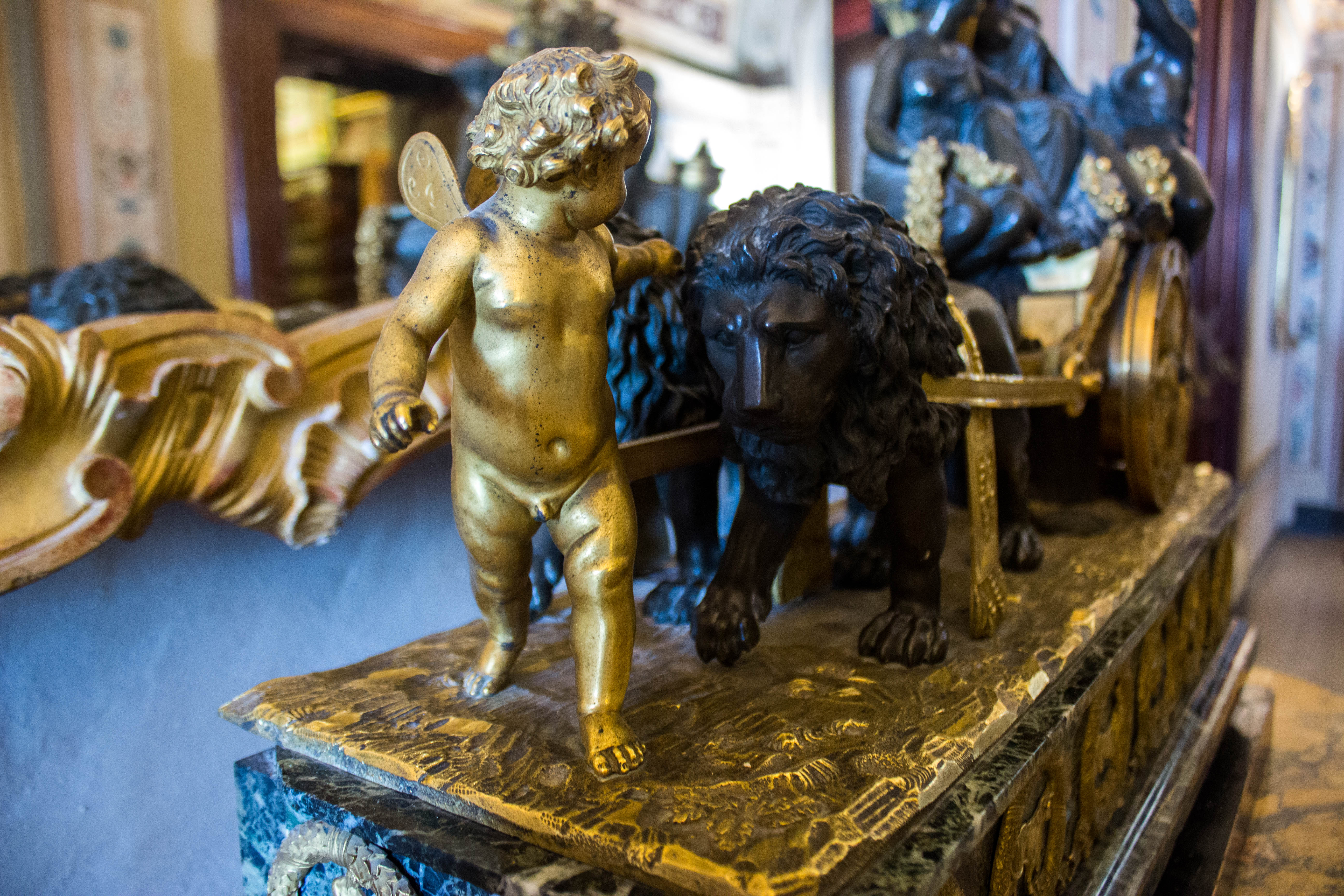
Dettaglio orologio 5
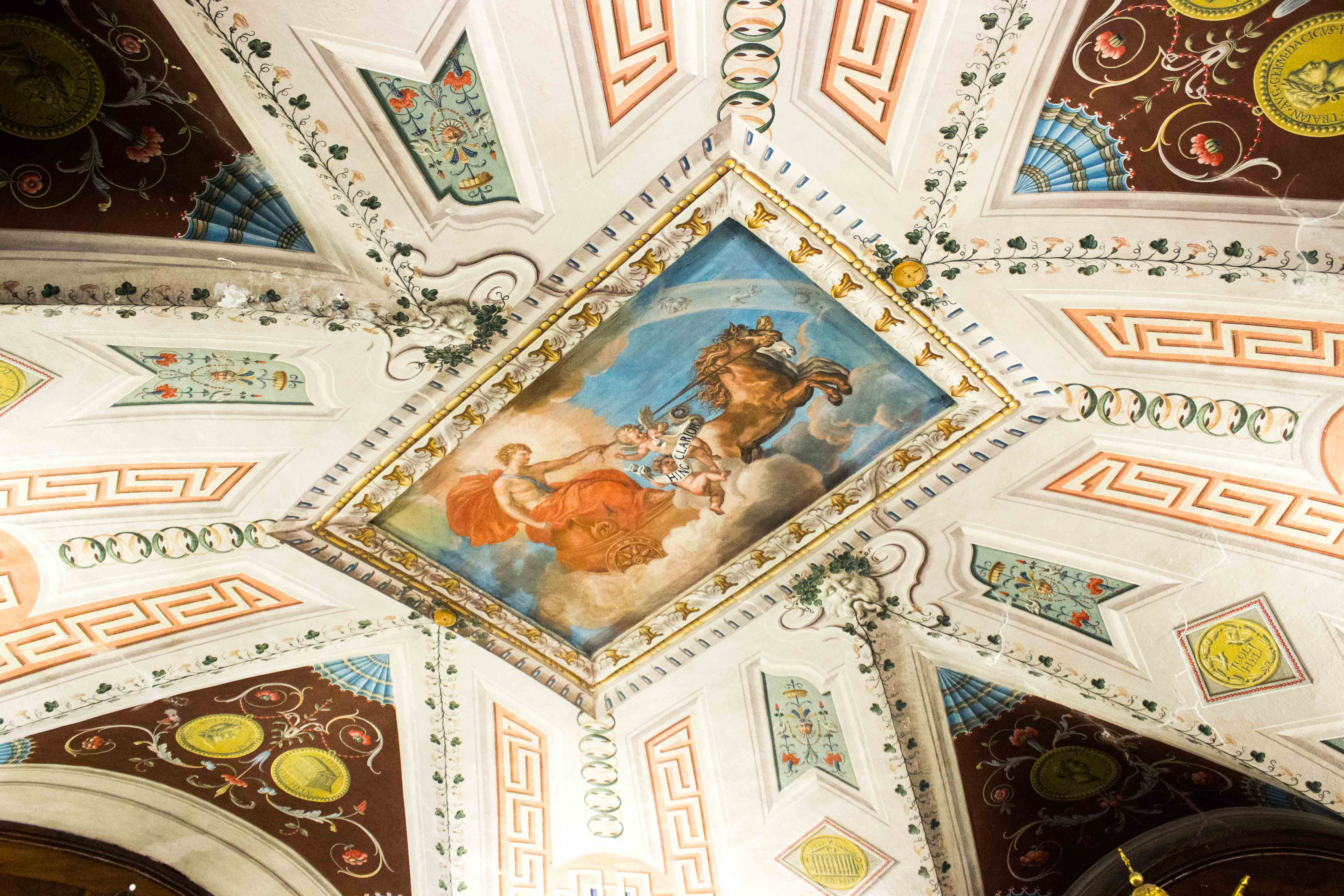
Camera Seconda
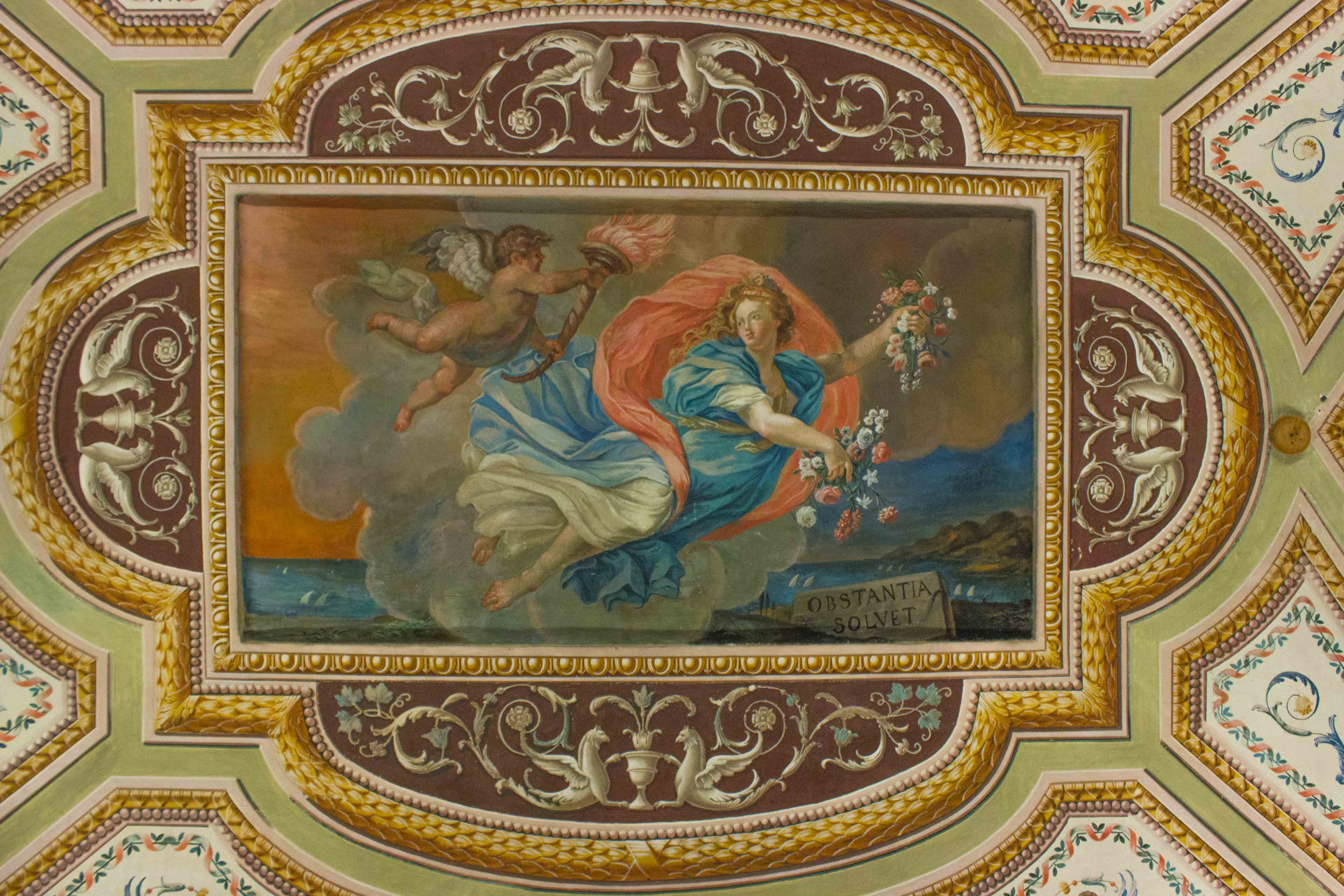
Camera Seconda
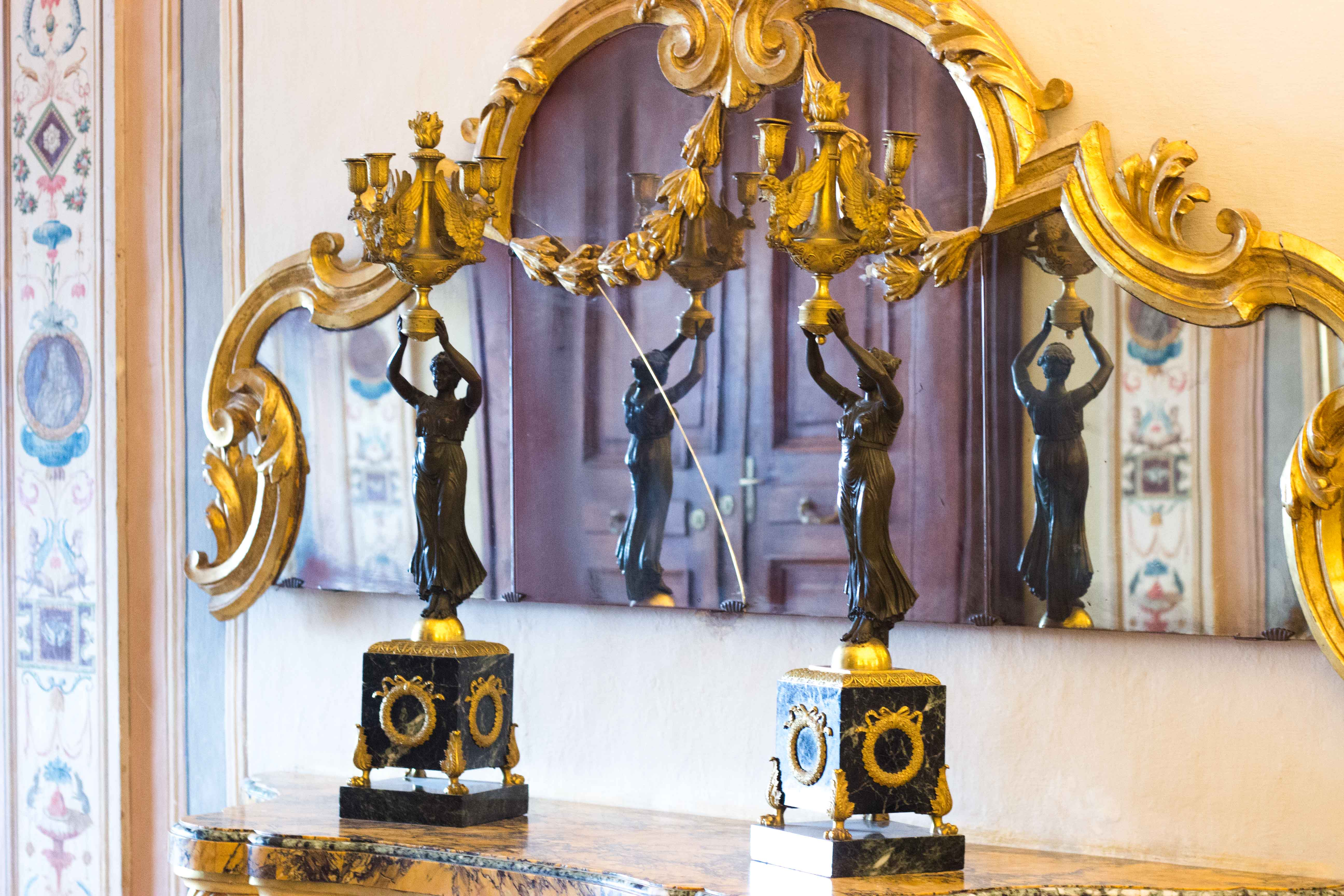
Candelabri napoleonici

## Le Raccolte
Attualmente la Biblioteca è dotata di circa 400.000 volumi, che ne fanno una delle maggiori della regione. Di particolare pregio e interesse 10.000 manoscritti, poco più di 300 incunaboli, oltre 4.000 edizioni del XVI secolo. Particolare segnalazione, fra i fondi a stampa, meritano oltre alle opere di interesse storico locale, le edizioni giuridiche, filosofico-naturalistiche e mediche dei secoli XVII-XVIII. Possiede inoltre una raccolta musicale e teatrale con manoscritti fra cui l'archivio della Cappella del Duomo, in deposito centinaia di libretti, manifesti, musica a stampa. Importanti collezioni di storia risorgimentale furono raccolte e donate dai fratelli Giovanni e Domenico Spadoni. Va inoltre segnalata una ricca fototeca con circa 37.000 immagini, oltre 56.000 lastre fotografiche in vetro in corso di riordino e una collezione di disegni e stampe.
Tutti i fondi antichi e di pregio sono catalogati e accessibili alla consultazione. La biblioteca fa parte del polo bibliotecario cittadino e partecipa al progetto SBN (Servizio Bibliotecario Nazionale) effettuando la catalogazione delle opere di nuova acquisizione nella rete informatizzata. Dall'aprile 2006 è iniziato il recupero al catalogo on line anche del patrimonio librario pregresso, che fino a questo momento ha consentito il recupero di oltre 74.000 volumi. È stata anche catalogata in Opac una parte cospicua (circa 2.000 unità) delle foto del Fondo Balelli. Tali foto possono quindi essere ricercate per soggetto e visualizzate nel catalogo online. A disposizione del pubblico vi sono il catalogo alfabetico per autori, a schede di formato internazionale, il catalogo alfabetico per soggetti e cataloghi separati dei fondi speciali. Gli incunaboli e i manoscritti dispongono di inventari a stampa rispettivamente curati da Mario Bevilacqua e da Aldo Adversi.
Di particolare interesse storico è il fondo Radiciotti-Spadoni, comprendente notizie biografiche, lettere manoscritte e schedari su oltre 1.200 musicisti marchigiani, frutto del lavoro di oltre quarant'anni del musicologo Giuseppe Radiciotti. Dopo aver raggiunto una certa notorietà in campo musicale con la monumentale biografia di Gioacchino Rossini, egli scelse di dedicare i frutti della sua ricerca a rendere noti i nomi, le vite e le opere musicali di un elevato numero di musicisti marchigiani che ingiustamente non venivano ricordati al pari di colossi come Rossini, Spontini o Pergolesi. Iniziò, dal 1888, un minuzioso lavoro di indagine fra archivi comunali e lettere manoscritte a lui pervenute, ma davanti alla difficoltà di trovare un editore lasciò incompiuto il Dizionario dei musicisti marchigiani. Alla sua morte, grazie alle volontà dell'unica figlia superstite, l'enorme raccolta di materiale per il Dizionario fu donato alla Biblioteca Mozzi-Borgetti, dove l'allora curatore e amico del Radiciotti, Giovanni Spadoni, ebbe l'onere di portare a compimento quest'importante opera, che alla fine venne addirittura ampliata arrivando a contenere oltre 1.500 biografie di musicisti marchigiani, tutte catalogate e ordinate in ordine alfabetico.

## Cronotassi dei bibliotecari
- Bartolomeo Mozzi, dal 1784 al 1786;
- Domenico Troili, dal 1786 al 1797;
- Abate prof. Giuseppe Montecchiari, dal 1797 al 1835;
- Tommaso Borgetti, dal 1835 al 1855;
- Francesco Rutili, dal 1855 al 1863;
- Matteo Ricci Petrocchini, dal 1863 al 1896;[2]
- Giovanni Spadoni, dal 1925 al 1940;[3]
- Amedeo Ricci, dal 1940 al 1964;[4]
- Aldo Adversi, dal 1964 al 1987;
- Alessandra Sfrappini, dal 1987 al 2018.

## Progetti
La Biblioteca comunale Mozzi-Borgetti fa parte della rete nazionale Nati per Leggere dal 2010.
Dal 2012 è promotrice e capofila della realizzazione dello stesso progetto in ambito provinciale tramite un protocollo d’intesa denominato “Leggere è familiare” a cui hanno aderito i rappresentanti regionali dell’AIB - Associazione Italiana Biblioteche, dell’ACP - Associazione Culturale Pediatri, la FINP - Federazione Nazionale dei medici pediatri, l’ASUR Marche Area vasta 3, il Collegio provinciale delle Ostetriche, l’Università degli Studi di Macerata e la Rete delle biblioteche scolastiche della provincia di Macerata. 
L’attività svolta in ambito provinciale, a partire dal 2012, ha visto coinvolti, oltre ai soggetti firmatari del protocollo, varie biblioteche pubbliche e private, associazioni, asili nido e altri soggetti privati, fino alla coprire il territorio di un numero complessivo di 22 Comuni.
Nel 2016 il progetto NpL “Leggere è familiare” è risultato il vincitore del Premio Nazionale Nati per Leggere nella sezione Rete di Libri tra i progetti esordienti, premiato al Salone del Libro di Torino con la motivazione: “In breve tempo sono riusciti a creare una rete ampia e articolata che coinvolge molti comuni e comprende le componenti pediatriche e sanitarie e tutte le aree previste dal programma Nati per Leggere”.